# شعار الصومال
شعار الصومال تم اعتماده في 10 أكتوبر 1956. بحيث يقف نمران كدعامتين للدرع، والنجمة البيضاء كان بداية اختيارها خلال الحكم الإيطالي لها. وقد كان الشعار قبل ذلك، أي منذ 8 يونيو 1919، يظهر الدرع مقسماً أفقياً بخط أبيض متموج، وفي أعلاه خلفية زرقاء وبها نمر وباللون الطبيعي وفوقه نجمة خماسية بيضاء.

## شعارات عبر التاريخ

شعار سلطنة هوبيو
شعار الصومال الإيطالي و إقليم الصومال الإيطالي (1949-1956)
شارة الصومال البريطاني (1903-1950)
شعار الصومال البريطاني(1950-1960)

## وصلات خارجية
- Somalia at Flags of the World